# Google Takeout
Google Takeout, también conocido como Download Your Data, es un proyecto de Liberación de Datos de Google que permite a los usuarios de productos de Google, como YouTube y Gmail, exportar sus datos a un archivo descargable.

## Uso
Los usuarios pueden seleccionar diferentes servicios de la lista de opciones proporcionadas. A partir del 24 de marzo de 2016, los servicios que se pueden o podías exportar son los siguientes:
- Android Device
- Google Play Books
- Contactos de Google
- Cuenta de Google
- Google+
- Google Calendar
- Google Chat
- Google Chrome
- Google Play Console
- Google Currents
- Google Drive
- Google Fit
- Google Fotos
- Grupos de Google
- Google Hangouts
- Google House
- Google Play Juegos
- Google Keep
- Gmail
- Google Maps
- Google Play Music
- Google Noticias
- Google Pay
- Google Sites
- Google Play Store
- Google Street View
- Google Tasks
- Google TV (servicio)
- Google Voice
- Google Wallet
- YouTube

El usuario puede seleccionar exportar todos los servicios disponibles o elegir servicios de la lista anterior. Google Takeout procesa la solicitud y coloca todos los archivos en un archivo zip. Google Takeout después, envía una notificación por correo electrónico de que se completó la exportación, momento en el cual el usuario puede descargar el archivo desde la sección de descargas del sitio web. El archivo zip contiene una carpeta separada para cada servicio que se seleccionó para exportar.

## Historia
Google Takeout fue creado por el proyecto Liberación de Datos de Google el 28 de junio de 2011 para permitir a los usuarios exportar sus datos desde la mayoría de los servicios de Google. Desde su creación, Google ha agregado varios servicios más a Takeout debido a la demanda popular de los usuarios.
Google Takeout comenzó con exportaciones de Google Buzz, Contactos de Google, Cuenta de Google, Google Streams y Picasa Albums. El 15 de julio de 2011, Google agregó la exportación de Google +1 a la lista después de que los usuarios de Google Takeout la solicitaran con frecuencia. Más tarde, el 6 de septiembre de 2011, Google agregó Google Voice a su servicio de exportación. Un gran hito fue la adición de las exportaciones de videos de YouTube a Takeout el próximo año el 26 de septiembre de 2012. Google dio otro gran paso con la adición de publicaciones de Blogger y Google+ Pages el 17 de febrero de 2013.
El 5 de diciembre de 2013, Google Takeout se amplió aún más para incluir datos de Gmail y Google Calendar.

## Crítica
Anteriormente se plantearon críticas de que Google Takeout no permitía a los usuarios exportar desde algunos servicios básicos de Google, en particular, el historial de búsqueda de Google y los detalles de Google Wallet. Desde entonces, Google ha ampliado el servicio para incluir el historial de búsqueda y los detalles de Wallet (septiembre de 2016). Google también ha agregado Google Hangouts al servicio Takeout. Google tampoco elimina los datos del usuario automáticamente después de la exportación, sino que proporciona un servicio independiente para realizar la eliminación.